# 村上周三
村上 周三（むらかみ しゅうぞう、1942年11月24日 - ）は、日本の工学者。研究分野は、計算流体力学、人体周辺環境、建築・都市環境工学、地球環境工学、サステナブル建築。学位は、工学博士（東京大学・1972年）。東京大学名誉教授。独立行政法人建築研究所理事長。慶應義塾大学大学院システムデザイン・マネジメント研究科特別研究教授。
慶應義塾大学教授や日本建築学会会長、空気調和・衛生工学会会長を歴任。

## プロフィール
愛媛県出身。私立愛光高等学校卒業 (1961)、東京大学工学部建築学科卒業 (1965)、東京大学大学院工学系研究科修士課程建築学専攻修了 (1967)、同大学大学院工学研究科博士課程建築学専攻中退 (1968)。1972年東京大学より工学博士の学位を取得。2000年から日本流体力学会。2002年から空気調和・衛生工学会会長。2008年4月から独立行政法人建築研究所（旧建設省建築研究所）理事長。慶應義塾大学工学部システムデザイン工学科教授（2008年3月退職）、日本建築学会会長、国土交通省中央建築士審査会会長、国土交通省社会資本整備審議会環境部会部会長、建築環境・省エネルギー機構理事長、建築・住宅国際機構会長、東京大学生産技術研究所顧問研究員、慶應義塾大学大学院システムデザイン・マネジメント研究科特別研究教授。
人間・建築・都市に関する各種環境を対象として、実験と計算流体力学を利用した解析とデザインの研究を行っている。さらに、これらの解析手法やデザイン手法を活用して、サステナブルビルディング問題や地球環境問題にも研究の展開を図っている。
COE採択メンバーである。慶應義塾大学大学院、機械・土木・建築分野21世紀COEプログラム・知能化から生命化へのシステムデザイン。
2023年4月瑞宝重光章受章。